# Galàxies satèl·lits de la Via Làctia
La Via Làctia té diverses galàxies unides gravitacionalment, com a part del subcúmul de la Via Làctia. Aquest subgrup és part del Grup Local.
| Nom  | Nom              | Diàmetre (al) | Radi orbital (al) | Tipus | Descobert |
| ---- | ---------------- | ------------- | ----------------- | ----- | --------- |
| I    | Ca Major         | -             | 25,000            | Irr   | 2003      |
| II   | Nana de Sagitari | -             | 81,000            | Irr   | 1994      |
| III  | LMC              | -             | 160,000           | Irr   | 1519      |
| IV   | SMC              | -             | 190,000           | Irr   | 1519      |
| V    | Ossa Major II    | -             | 200,000           | -     | 2006      |
| VI   | Ossa Menor       | -             | 205,500           | dE4   | 1954      |
| VII  | Drac             | -             | 248,000           | dE0   | 1954      |
| VIII | Escultor         | -             | 254,000           | dE3   | 1937      |
| IX   | Sextant          | -             | 257,500           | dE3   | 1990      |
| X    | Quilla           | -             | 283,500           | dE3   | 1977      |
| XI   | Ossa Major I     | -             | 330,000           | -     | 2005      |
| XII  | Forn             | -             | 427,000           | dE2   | 1938      |
| XIII | Lleó II          | -             | 701,000           | dE0   | 1950      |
| XIV  | Lleó I           | -             | 890,000           | dE3   | 1950      |